# Skoleskyderi
Skoleskyderi (efter det amerikanske school shooting, også kaldet skoledrab eller skolemassakre) er en brutal skudepisode som foregår på en skole. Voldshændelserne begås oftest ved at én eller flere elever eller studenter, oftest unge drenge, som er bevæbnet med pistoler, geværer eller automatvåben, skyder og skader andre elever og lærere og andre på skoleområdet. Selve skydningen sker ofte mere eller mindre ukontrolleret og kan ramme tilfældige ofre. I de fleste skoleskyderier bliver én eller flere personer alvorlig såret eller dræbt. Mange skoleskyderier har været planlagt på forhånd, for eksempel som en hævn eller markering, men de kommer på overfladen overraskende og uforudsigelige for omgivelserne.

## Den psykologiske baggrund
Når man graver i skoleskydernes historie, opdager man normalt mistrivsel, fascination af våben samt tanker om hævn og vold, som skoleskyderen ofte har talt om til flere i nogen tid inden skyderiet. Man finder også, at skoleskyderne har haft selvmordstanker i et stykke tid. De er som regel udstødte, mobbede unge med et ødelagt selvværd, som opbygger et narcissistisk fantasi-selvværd i Rambo-klassen. Først leger de med fantasien, men til sidst udlever de den ved at dræbe så mange som muligt af dem, de opfatter som modstanderne, før de udfører deres selvmord. Skoleskyderen Luke Woodham har forklaret: "Jeg myrdede, fordi folk som mig bliver krænket hver dag. jeg gjorde det for at vise samfundet: pres os – og vi presser igen!"
Hvis man vil undgå skoleskydninger, er nødløsningen derfor at spejde efter udstødte med aggressive fantasier. Men bedre er det at sørge for, at ingen oplever at blive krænket og udstødt, hverken hjemme eller i skolen – for så er der ingen, der kommer derud, hvor de ønsker at dø, men at tage så mange plageånder med sig, som de kan.
Skoleskyderier har især fundet sted i USA, hvor det mest betydningsfulde eksempel er Columbine og massakren på Virginia Tech, men også i Tyskland og i Finland, har man set skudepisoder på flere skoler gennem de seneste år. Et dansk eksemperl er skyderiet på Aarhus Universitet 5. april 1994.